# Pilea alta
Pilea alta är en nässelväxtart som beskrevs av A. Gilli. Pilea alta ingår i släktet pileor, och familjen nässelväxter. Inga underarter finns listade i Catalogue of Life.